# Nati nel 1974/Aprile
| Questa pagina contiene informazioni ricavate automaticamente dalle voci biografiche con l'ausilio del template Bio e di un bot. L'aggiornamento è periodico e automatico e ricostruisce completamente la pagina. Se manca una persona in questa lista, sei pregato di non aggiungerla, ma accertati piuttosto che la sua voce biografica contenga il template Bio e che i dati anagrafici siano correttamente compilati. Se il template Bio manca, inseriscilo tu stesso o, in alternativa, metti l'avviso {{tmp\|Bio}} che ne segnala la mancanza. Se i dati riportati sono sbagliati, correggi direttamente la voce biografica; le modifiche saranno visibili in questa lista entro pochi giorni. Per chiarimenti vedi il progetto biografie. La lista contiene solo le 353 persone che sono citate nell'enciclopedia e per le quali è stato implementato correttamente il template Bio. Pagina aggiornata al 26 lug 2025. |

- 1º aprile - René Andrle, dirigente sportivo e ex ciclista su strada ceco
- 1º aprile - Beatriz Batarda, attrice portoghese
- 1º aprile - Vladimir Besčastnych, allenatore di calcio e ex calciatore russo
- 1º aprile - Paolo Bettini, dirigente sportivo e ex ciclista su strada italiano
- 1º aprile - Richard Christy, batterista statunitense
- 1º aprile - Angelo Di Vincenzo, ex pallamanista italiano
- 1º aprile - Walter Feichter, ex snowboarder italiano
- 1º aprile - Julian Gjeloshi, ex calciatore albanese
- 1º aprile - Jerod Haase, allenatore di pallacanestro e ex cestista statunitense
- 1º aprile - Hugo Ibarra, allenatore di calcio e ex calciatore argentino
- 1º aprile - Vedat İnceefe, allenatore di calcio e ex calciatore turco
- 1º aprile - Davies Phiri, allenatore di calcio e ex calciatore zambiano
- 1º aprile - Cyril Raffaelli, attore, stuntman e artista marziale francese
- 1º aprile - Alberto Rodríguez Barrera, ex calciatore messicano
- 1º aprile - Andrea Sandri, allenatore di calcio e ex calciatore italiano
- 1º aprile - Ariel Staltari, attore, produttore televisivo e musicista argentino
- 1º aprile - Ben Storey, canottiere canadese
- 1º aprile - Sandra Völker, ex nuotatrice tedesca
- 1º aprile - Steve Watson, allenatore di calcio e ex calciatore inglese
- 1º aprile - Ermanno Zonzini, ex calciatore sammarinese
- 2 aprile - Egil á Bø, ex calciatore faroese
- 2 aprile - Remo D'Souza, coreografo, regista e attore indiano
- 2 aprile - Germana Di Natale, ex tennista italiana
- 2 aprile - Davide Enia, drammaturgo, attore teatrale e scrittore italiano
- 2 aprile - Håkan Hellström, cantante svedese
- 2 aprile - Jōji Kawaguchi, ex sciatore alpino giapponese
- 2 aprile - Tayfun Korkut, allenatore di calcio e ex calciatore turco
- 2 aprile - Raoul Korner, allenatore di pallacanestro austriaco
- 2 aprile - Anita Kravos, attrice italiana
- 2 aprile - Gejdar Mamedaliev, ex lottatore russo
- 2 aprile - Craig McGrath, ex rugbista a 15 e allenatore di rugby a 15 neozelandese
- 2 aprile - Chris Robinson, ex cestista statunitense
- 2 aprile - Marc Segar, scrittore britannico († 1997)
- 2 aprile - Eleonora Wexler, attrice argentina
- 2 aprile - Zhou Ning, ex calciatore cinese
- 3 aprile - Donatella Agostinelli, politica italiana
- 3 aprile - Juliana Awada, designer e imprenditrice argentina
- 3 aprile - Alessio Bandieri, ex calciatore italiano
- 3 aprile - James Seymour Brett, compositore, direttore d'orchestra e arrangiatore inglese
- 3 aprile - Marcus Brown, ex cestista e allenatore di pallacanestro statunitense
- 3 aprile - Alan Combe, allenatore di calcio e ex calciatore scozzese
- 3 aprile - Benjamin Pech, ex ballerino francese
- 3 aprile - Ricardo Rodríguez Suárez, allenatore di calcio e dirigente sportivo spagnolo
- 3 aprile - Lasse Strand, ex calciatore norvegese
- 3 aprile - Lee Williams, attore britannico
- 3 aprile - Jacky Wu, attore, artista marziale e regista cinese
- 4 aprile - Anderson Luiz Schveitzer, ex calciatore brasiliano
- 4 aprile - Roosevelt Désir, ex calciatore haitiano
- 4 aprile - Greg Francis, cestista e allenatore di pallacanestro canadese († 2023)
- 4 aprile - Stuart Grimes, ex rugbista a 15, allenatore di rugby a 15 e imprenditore britannico
- 4 aprile - Ryan Hoover, ex cestista statunitense
- 4 aprile - Marya Hornbacher, scrittrice, saggista e giornalista statunitense
- 4 aprile - Vasiliy Jirov, pugile kazako
- 4 aprile - Jim Kay, illustratore britannico
- 4 aprile - Derek Kolstad, sceneggiatore statunitense
- 4 aprile - Ante Milicic, allenatore di calcio e ex calciatore australiano
- 4 aprile - Dave Mirra, pilota di rally e ciclista di BMX statunitense († 2016)
- 4 aprile - Daniel Stendel, allenatore di calcio e ex calciatore tedesco
- 4 aprile - Tom Waller, regista e produttore cinematografico thailandese
- 5 aprile - Julien Boutter, ex tennista francese
- 5 aprile - Chaiya Mitchai, cantante e attore thailandese
- 5 aprile - Katja Holanti, ex biatleta finlandese
- 5 aprile - Roohallah Jomei, politico e giornalista iraniano
- 5 aprile - Ariel López, ex calciatore argentino
- 5 aprile - Jürgen Malbeck, ex cestista tedesco
- 5 aprile - Lukas Ridgeston, attore pornografico slovacco
- 5 aprile - Éva Seres, ex cestista ungherese
- 5 aprile - Vjačeslav Voronin, ex altista russo
- 6 aprile - Olivier Diomandé, ex rugbista a 15 ivoriano
- 6 aprile - Marius Goosen, allenatore di rugby a 15, dirigente sportivo e ex rugbista a 15 sudafricano
- 6 aprile - Robert Kovač, allenatore di calcio e ex calciatore croato
- 6 aprile - Elisabetta Pellini, attrice italiana
- 6 aprile - Carla Peterson, attrice e regista teatrale argentina
- 6 aprile - Roberto Sgambelluri, ex ciclista su strada italiano
- 6 aprile - Nívea Stelmann, attrice e modella brasiliana
- 7 aprile - Davide Garofano, hockeista in carrozzina italiano
- 7 aprile - Yuzuki Itō, ex calciatore giapponese
- 7 aprile - Kledi Kadiu, ballerino, attore e coreografo albanese
- 7 aprile - Roberta Lanfranchi, conduttrice radiofonica, conduttrice televisiva e attrice italiana
- 7 aprile - Michele Luppi, cantante, tastierista e bassista italiano
- 7 aprile - Ronny Ostwald, ex velocista tedesco
- 7 aprile - Marco Piovanelli, allenatore di calcio e ex calciatore italiano
- 8 aprile - Chino XL, rapper statunitense († 2024)
- 8 aprile - Jon Garavaglia, ex cestista statunitense
- 8 aprile - Barys Haravoj, allenatore di calcio e ex calciatore bielorusso
- 8 aprile - Holger Hott Johansen, orientista norvegese
- 8 aprile - Toutai Kefu, ex rugbista a 15 e allenatore di rugby a 15 australiano
- 8 aprile - Chris Kyle, militare e imprenditore statunitense († 2013)
- 8 aprile - Sébastien Labayen, allenatore di calcio e ex calciatore francese
- 8 aprile - Carlos Mazón, politico e avvocato spagnolo
- 8 aprile - Quique Moraga, ex cestista spagnolo
- 8 aprile - Nnedi Okorafor, scrittrice nigeriana
- 8 aprile - Lasse Ottesen, saltatore con gli sci norvegese
- 8 aprile - Sofia Ledarp, attrice svedese
- 8 aprile - Santos Rivera, ex calciatore salvadoregno
- 8 aprile - Andreas Wagner, scrittore tedesco
- 9 aprile - David Casteu, pilota motociclistico francese
- 9 aprile - Jenna Jameson, ex attrice pornografica, regista e imprenditrice statunitense
- 9 aprile - Monika Kryemadhi, politica albanese
- 9 aprile - Daniele Magalotti, allenatore di pallanuoto e ex pallanuotista italiano
- 9 aprile - Naoki Matsuyo, allenatore di calcio e ex calciatore giapponese
- 9 aprile - Aleksandr Pičuškin, serial killer russo
- 9 aprile - Kostjantyn Rurak, ex velocista ucraino
- 9 aprile - Duane Simpkins, ex cestista e allenatore di pallacanestro statunitense
- 10 aprile - Andreas Andersson, ex calciatore svedese
- 10 aprile - Alberto Di Mauro, ex cestista italiano
- 10 aprile - Eric Greitens, politico e militare statunitense
- 10 aprile - Andrés Guglielminpietro, allenatore di calcio e ex calciatore argentino
- 10 aprile - Jun'ya Ishigami, architetto giapponese
- 10 aprile - Georgi Kandelaki, ex pugile georgiano
- 10 aprile - Dascha Lehmann, doppiatrice e attrice tedesca
- 10 aprile - Omar Metwally, attore statunitense
- 10 aprile - Goce Sedloski, allenatore di calcio e ex calciatore macedone
- 10 aprile - Kimiko Soldati, tuffatrice statunitense
- 10 aprile - Duncan Trussell, attore e comico statunitense
- 10 aprile - Sabine Monauni, politica liechtensteinese
- 10 aprile - Mitsuteru Watanabe, ex calciatore giapponese
- 11 aprile - Nicole Antibe, ex cestista francese
- 11 aprile - Jul, disegnatore e fumettista francese
- 11 aprile - Tony Caig, ex calciatore inglese
- 11 aprile - Mario Cantaluppi, allenatore di calcio e ex calciatore svizzero
- 11 aprile - Paul-Henri Clorus, ex calciatore francese
- 11 aprile - Àlex Corretja, commentatore televisivo e ex tennista spagnolo
- 11 aprile - Andrea Giaconi, ex ostacolista italiano
- 11 aprile - Filippo Giardina, comico italiano
- 11 aprile - Anton Glanzelius, attore svedese
- 11 aprile - Thomas Häberli, allenatore di calcio e ex calciatore svizzero
- 11 aprile - Tricia Helfer, supermodella, attrice e doppiatrice canadese
- 11 aprile - Matt Holland, ex calciatore irlandese
- 11 aprile - Martin Krňávek, triatleta ceco
- 11 aprile - Alexander Kuoppala, chitarrista finlandese
- 11 aprile - Girolamo Pisano, politico italiano
- 11 aprile - Marco Pottino, politico italiano
- 11 aprile - György Pálfi, regista ungherese
- 11 aprile - Franck Renier, ex ciclista su strada francese
- 11 aprile - Per Anders Rudling, storico e scrittore svedese
- 11 aprile - Jesús Seba, ex calciatore spagnolo
- 11 aprile - Nikī Sidīropoulou, schermitrice greca
- 11 aprile - Riikka Sirviö, ex fondista finlandese
- 11 aprile - Antonio Tauler, ex pistard e ciclista su strada spagnolo
- 11 aprile - Harumi Tsuyuzaki, cantante giapponese
- 12 aprile - Elena Bonetti, politica e docente italiana
- 12 aprile - Carla Couto, ex calciatrice portoghese
- 12 aprile - Belinda Emmett, attrice e cantante australiana († 2006)
- 12 aprile - Roman Hamrlík, ex hockeista su ghiaccio ceco
- 12 aprile - Abdusalam Khamis, ex calciatore libico
- 12 aprile - Dinu Pescariu, ex tennista rumeno
- 12 aprile - Antje Rávic Strubel, scrittrice tedesca
- 12 aprile - Franco Sancassani, canottiere italiano
- 12 aprile - Marley Shelton, attrice statunitense
- 12 aprile - Sylvinho, allenatore di calcio e ex calciatore brasiliano
- 12 aprile - Arnis Vecvagars, ex cestista e allenatore di pallacanestro lettone
- 13 aprile - Luis Arrosa, ex cestista uruguaiano
- 13 aprile - Claudia Cassani, conduttrice radiofonica italiana
- 13 aprile - Pablo Cavallero, ex calciatore argentino
- 13 aprile - Leanid Čaraŭko, ex discobolo bielorusso
- 13 aprile - Valentina Cervi, attrice italiana
- 13 aprile - Sergej Gončar, ex hockeista su ghiaccio russo
- 13 aprile - Martin Höllwarth, ex saltatore con gli sci austriaco
- 13 aprile - Lorenc Jemini, arbitro di calcio albanese
- 13 aprile - Ruben Östlund, regista svedese
- 13 aprile - Augusto Porozo, ex calciatore ecuadoriano
- 13 aprile - Konstantin Rufovič Sakaev, scacchista russo
- 13 aprile - Marta Jandová, cantante ceca
- 13 aprile - David Zdrilić, ex calciatore australiano
- 13 aprile - Moisés Ávila, ex calciatore cileno
- 14 aprile - Olivier Besancenot, politico francese
- 14 aprile - Da Brat, rapper e attrice statunitense
- 14 aprile - Hyung Min-woo, disegnatore sudcoreano
- 14 aprile - Michele Maccagno, attore italiano
- 14 aprile - Mr. Oizo, disc jockey, produttore discografico e regista francese
- 14 aprile - Sun Fuming, ex judoka cinese
- 14 aprile - Federica Tommasi, attrice pornografica italiana
- 15 aprile - Marena Bencomo, modella venezuelana
- 15 aprile - Gabriela Duarte, attrice brasiliana
- 15 aprile - Sergej Krivokrasov, ex hockeista su ghiaccio russo
- 15 aprile - Fay Masterson, attrice e doppiatrice inglese
- 15 aprile - Damiano Moscardi, allenatore di calcio e ex calciatore italiano
- 15 aprile - Ettore Nicoletti, attore italiano
- 15 aprile - Pierre-Olivier Persin, truccatore e effettista francese
- 15 aprile - Jazze Pha, cantante e produttore discografico statunitense
- 15 aprile - Danny Pino, attore statunitense
- 15 aprile - Celil Sağır, ex calciatore turco
- 15 aprile - Tim Thomas, ex hockeista su ghiaccio statunitense
- 15 aprile - Dominik Tomczyk, ex cestista e allenatore di pallacanestro polacco
- 16 aprile - Pier Giorgio Bellocchio, attore italiano
- 16 aprile - Eva Birthistle, attrice irlandese
- 16 aprile - Grizz Chapman, attore statunitense
- 16 aprile - Filip Filipov Fratev, astronomo bulgaro
- 16 aprile - Luca Maggiore, cantautore e attore teatrale italiano
- 16 aprile - Mathias Malzieu, cantante, regista e scrittore francese
- 16 aprile - Valarie Rae Miller, attrice statunitense
- 16 aprile - Sébastien Rémy, ex calciatore lussemburghese
- 16 aprile - Mario Scappaticcio, ex pallavolista italiano
- 16 aprile - Zali Steggall, politica e ex sciatrice alpina australiana
- 16 aprile - Niall Thompson, ex calciatore inglese
- 16 aprile - Mattias Timander, ex hockeista su ghiaccio svedese
- 16 aprile - Irene Tinagli, economista e politica italiana
- 16 aprile - Niek van Oosterum, pianista olandese
- 16 aprile - Xu Jinglei, attrice e regista cinese
- 16 aprile - Yuan Hua, ex judoka cinese
- 17 aprile - Victoria Beckham, imprenditrice e stilista britannica
- 17 aprile - Mikael Åkerfeldt, cantante e chitarrista svedese
- 17 aprile - Carine Bonnefoy, pianista, direttore d'orchestra e compositore francese
- 17 aprile - Choi Yoon-yeol, ex calciatore sudcoreano
- 17 aprile - Víctor Manuel Fernández Gutiérrez, allenatore di calcio e ex calciatore spagnolo
- 17 aprile - Ekaterina Kovalevskaja, scacchista russa
- 17 aprile - Erik van der Linden, triatleta olandese
- 18 aprile - Arturo Di Napoli, allenatore di calcio e ex calciatore italiano
- 18 aprile - John Kelly, ex rugbista a 15, dirigente d'azienda e dirigente sportivo irlandese
- 18 aprile - Tomáš Máder, ex canoista ceco
- 18 aprile - Paulo Pinto, cestista portoghese († 2002)
- 18 aprile - Saulius Ruškys, ex ciclista su strada lituano
- 18 aprile - Alex Thomson, velista britannico
- 18 aprile - Mark Tremonti, chitarrista e cantante statunitense
- 18 aprile - Edgar Wright, regista, sceneggiatore e produttore cinematografico britannico
- 18 aprile - Aurélio de Sousa Soares, ex calciatore angolano
- 19 aprile - Patrizio Billio, calciatore italiano († 2023)
- 19 aprile - Chris Collins, allenatore di pallacanestro e ex cestista statunitense
- 19 aprile - Alberico Di Cecco, mezzofondista, maratoneta e ultramaratoneta italiano
- 19 aprile - Marcus Ehning, cavaliere tedesco
- 19 aprile - Alessandro Errico, musicista e cantautore italiano
- 19 aprile - Ricardo Nascimento, allenatore di calcio e ex calciatore portoghese
- 19 aprile - Gerald Sibon, ex calciatore olandese
- 19 aprile - Ante Moric, ex calciatore australiano
- 19 aprile - Stefano Turconi, disegnatore e fumettista italiano
- 19 aprile - Cleide Urlando, ex cestista italiana
- 20 aprile - Tina Cousins, cantante britannica
- 20 aprile - Fabio Genovesi, scrittore italiano
- 20 aprile - Marvin Harriott, ex calciatore inglese
- 20 aprile - Justin Harrison, rugbista a 15 e allenatore di rugby a 15 australiano
- 20 aprile - Karl Muggeridge, pilota motociclistico australiano
- 20 aprile - Tōru Oniki, allenatore di calcio e ex calciatore giapponese
- 21 aprile - Jennifer Blanc, attrice statunitense
- 21 aprile - Bård Faust, batterista norvegese
- 21 aprile - Jason Gerhardt, attore statunitense
- 21 aprile - Maksim Gruznov, ex calciatore estone
- 21 aprile - Diana Gustilina, ex cestista russa
- 21 aprile - Orlando Jordan, ex wrestler statunitense
- 21 aprile - Karamoko Kéïta, ex calciatore maliano
- 21 aprile - Pablito el drito, disc jockey e produttore discografico italiano
- 21 aprile - Abdelilah Saber, ex calciatore marocchino
- 22 aprile - Mansour Abbas, politico palestinese
- 22 aprile - Andrea Agresti, comico, cantautore e personaggio televisivo italiano
- 22 aprile - Ronny Alte, politico norvegese
- 22 aprile - Davide Cangini, dirigente sportivo e ex calciatore italiano
- 22 aprile - Jeffrey Chetcuti, ex calciatore maltese
- 22 aprile - Sébastien Le Grelle, pilota motociclistico belga
- 22 aprile - Darren Moore, allenatore di calcio, dirigente sportivo e ex calciatore giamaicano
- 22 aprile - Shavo Odadjian, bassista statunitense
- 22 aprile - Manuele Ravellino, ex pallavolista italiano
- 22 aprile - Florin Claudiu Roman, politico rumeno
- 22 aprile - Tomonori Tateishi, ex calciatore giapponese
- 22 aprile - Ken'ichi Uemura, ex calciatore giapponese
- 22 aprile - Shara Worden, cantautrice e polistrumentista statunitense
- 22 aprile - Uladzimir Šunejka, ex calciatore bielorusso
- 23 aprile - Georges Buckley, arbitro di calcio peruviano
- 23 aprile - Laura Chiossone, regista italiana
- 23 aprile - Simon Ithel Davies, allenatore di calcio e ex calciatore gallese
- 23 aprile - Gennaro Luca De Falco, arbitro di calcio a 5 italiano
- 23 aprile - Carlos Dengler, musicista statunitense
- 23 aprile - Virginie Desarnauts, attrice francese
- 23 aprile - Roberto Feliciangeli, ex cestista italiano
- 23 aprile - Sciltian Gastaldi, scrittore, giornalista e insegnante italiano
- 23 aprile - Lara Mandić, ex cestista serba
- 23 aprile - Steve Pizzati, conduttore televisivo australiano
- 23 aprile - Ken'ichirō Tanimoto, musicista e cantante giapponese
- 23 aprile - Barry Watson, attore statunitense
- 24 aprile - Noah Danby, attore canadese
- 24 aprile - Lea Garofalo, italiana († 2009)
- 24 aprile - Adrian Ilie, dirigente sportivo e ex calciatore rumeno
- 24 aprile - Muhoozi Kainerugaba, militare ugandese
- 24 aprile - Eric Kripke, sceneggiatore, regista e produttore televisivo statunitense
- 24 aprile - Derek Luke, attore statunitense
- 24 aprile - Dragan Marković, ex cestista jugoslavo
- 24 aprile - Marcus Payten, pilota motociclistico australiano († 2003)
- 24 aprile - Fábio Previdelli, allenatore di calcio a 5 e ex giocatore di calcio a 5 brasiliano
- 24 aprile - Michael Roesch, regista, sceneggiatore e produttore cinematografico tedesco
- 24 aprile - Stephen Wiltshire, artista britannico
- 25 aprile - Elisabetta Artuso, mezzofondista italiana
- 25 aprile - Müslüm Aslan, poeta curdo
- 25 aprile - Sandra Borgmann, attrice tedesca
- 25 aprile - Takayuki Komine, ex calciatore giapponese
- 25 aprile - Timothy Paoka, ex calciatore salomonese
- 25 aprile - Dean Phoenix, ex attore pornografico messicano
- 25 aprile - Libor Procházka, ex hockeista su ghiaccio ceco
- 25 aprile - Ursula Strauss, attrice e cantante austriaca
- 25 aprile - Tim Vergauwen, allenatore di calcio a 5 e ex giocatore di calcio a 5 belga
- 25 aprile - Luigi Alfonso di Borbone-Dampierre, banchiere francese
- 25 aprile - Anton Šantyr', ex pistard russo
- 26 aprile - Shondrella Avery, attrice statunitense
- 26 aprile - Louise Barnes, attrice sudafricana
- 26 aprile - Roberto Colacone, dirigente sportivo e ex calciatore italiano
- 26 aprile - Richard Dostálek, allenatore di calcio e ex calciatore ceco
- 26 aprile - Werner Eschauer, ex tennista austriaco
- 26 aprile - Megumi Fujii, artista marziale misto giapponese
- 26 aprile - Sydney Johnson, ex cestista e allenatore di pallacanestro statunitense
- 26 aprile - Louise Karlsson, ex nuotatrice svedese
- 26 aprile - Greg Laswell, cantante e paroliere statunitense
- 26 aprile - Daniele Mencarelli, poeta e scrittore italiano
- 26 aprile - Ivana Miličević, attrice e ex modella bosniaca
- 26 aprile - Nerina Pallot, cantautrice britannica
- 26 aprile - Andrzej Pluta, ex cestista e allenatore di pallacanestro polacco
- 26 aprile - Gianluca Rizzo, politico italiano
- 26 aprile - James Thompson, pilota automobilistico britannico
- 26 aprile - Sam Totman, chitarrista britannico
- 27 aprile - Jorge Azkoitia, ex calciatore spagnolo
- 27 aprile - Serhij Danyl'čenko, ex pugile ucraino
- 27 aprile - Jean-Christophe Marquet, ex calciatore francese
- 27 aprile - Joseph Millson, attore e cantante britannico
- 27 aprile - Mübariz Orucov, ex calciatore azero
- 27 aprile - John Parsonage, wrestler canadese
- 27 aprile - Masami Shiratama, cantautore, compositore e polistrumentista giapponese
- 27 aprile - Cristian Stellini, allenatore di calcio e ex calciatore italiano
- 27 aprile - Ion Testemițanu, ex calciatore moldavo
- 27 aprile - Aleksandr Točilin, allenatore di calcio e ex calciatore russo
- 27 aprile - Drazan Tomic, ex cestista tedesco
- 28 aprile - Lorenzo Aragón, ex pugile cubano
- 28 aprile - Elena Arvigo, attrice e regista teatrale italiana
- 28 aprile - Marco Basile, attore italiano
- 28 aprile - Penélope Cruz, attrice e modella spagnola
- 28 aprile - Jeremy Davidson, ex rugbista a 15 e allenatore di rugby a 15 britannico
- 28 aprile - Margo Dydek, cestista e allenatrice di pallacanestro polacca († 2011)
- 28 aprile - Christos Germanos, ex calciatore cipriota
- 28 aprile - Fabio Jansen, regista, fotografo e viaggiatore italiano († 2023)
- 28 aprile - Branko Maksimović, allenatore di pallacanestro serbo
- 28 aprile - Dominic Matteo, ex calciatore scozzese
- 28 aprile - Emanuele Negrini, ex ciclista su strada italiano
- 28 aprile - Marcel Tschopp, ex maratoneta liechtensteinese
- 29 aprile - Anggun, cantautrice indonesiana
- 29 aprile - Alana Blahoski, ex hockeista su ghiaccio statunitense
- 29 aprile - Barbora Bobuľová, attrice slovacca
- 29 aprile - Gianpaolo Cassese, politico italiano
- 29 aprile - Serena Cicalò, insegnante, matematica e artista italiana
- 29 aprile - Pascal Cygan, allenatore di calcio, dirigente sportivo e ex calciatore francese
- 29 aprile - Nikolaos Frousos, ex calciatore greco
- 29 aprile - Julian Knowle, ex tennista austriaco
- 29 aprile - Simone Pavan, allenatore di calcio e ex calciatore italiano
- 29 aprile - Walter Villadei, aviatore e astronauta italiano
- 29 aprile - Hugues Vincent, violoncellista e compositore francese († 2024)
- 29 aprile - Zoran Zekić, allenatore di calcio e ex calciatore croato
- 30 aprile - Fatma Barkallah, ex cestista tunisina
- 30 aprile - Gonzalo Belloso, ex calciatore argentino
- 30 aprile - Elisabetta De Blasis, politica italiana
- 30 aprile - Pamela Ferrari, ex cestista italiana
- 30 aprile - Ulrich Forte, allenatore di calcio e ex calciatore svizzero
- 30 aprile - Aaron Goldberg, pianista statunitense
- 30 aprile - Cedric Jones, ex giocatore di football americano statunitense
- 30 aprile - Anca Nițulescu, ex cestista rumena
- 30 aprile - Rachele Paolelli, doppiatrice e direttrice del doppiaggio italiana
- 30 aprile - Julio César Ramírez, ex calciatore uruguaiano
- 30 aprile - Niko Romito, cuoco e imprenditore italiano
- 30 aprile - Teodor Rus, allenatore di calcio e ex calciatore rumeno